# 순천 송광사 경질
순천 송광사 경질(順天 松廣寺 經帙)은 전라남도 순천시 송광사에 있는, 고려시대의 경질(經帙)이다. 경질이란 두루마리로 된 불경을 담아 두는 공예품이다. 1963년 1월 21일 대한민국의 보물 제134호로 지정되었다.

## 개요
두루마리 형태의 경전을 보관하기 위해 만든 불교 공예품이다.
가느다란 대나무 조각을 색실로 엮어서 직사각형 모양으로 만들고, 끝단에는 삼각형의 비단을 붙여 끈을 달아 경전을 말 수 있도록 하였다. 대나무는 색실로 엮어 꽃무늬를 넣었고, 사방에는 금강저문양이 표현된 비단을 두르고 뒷면에는 종이를 발랐다. 전체적으로 손상이 심한 편이지만 여러 가지 색실로 나타낸 문양은 아직도 정교하며 잘 남아 있다.
국내에서 유일하게 전하는 유물로 그 가치가 높다.

## 같이 보기
- 송광사

## 참고 자료
- 순천 송광사 경질 - 국가유산청 국가유산포털